# Industrie de l'armement en Roumanie

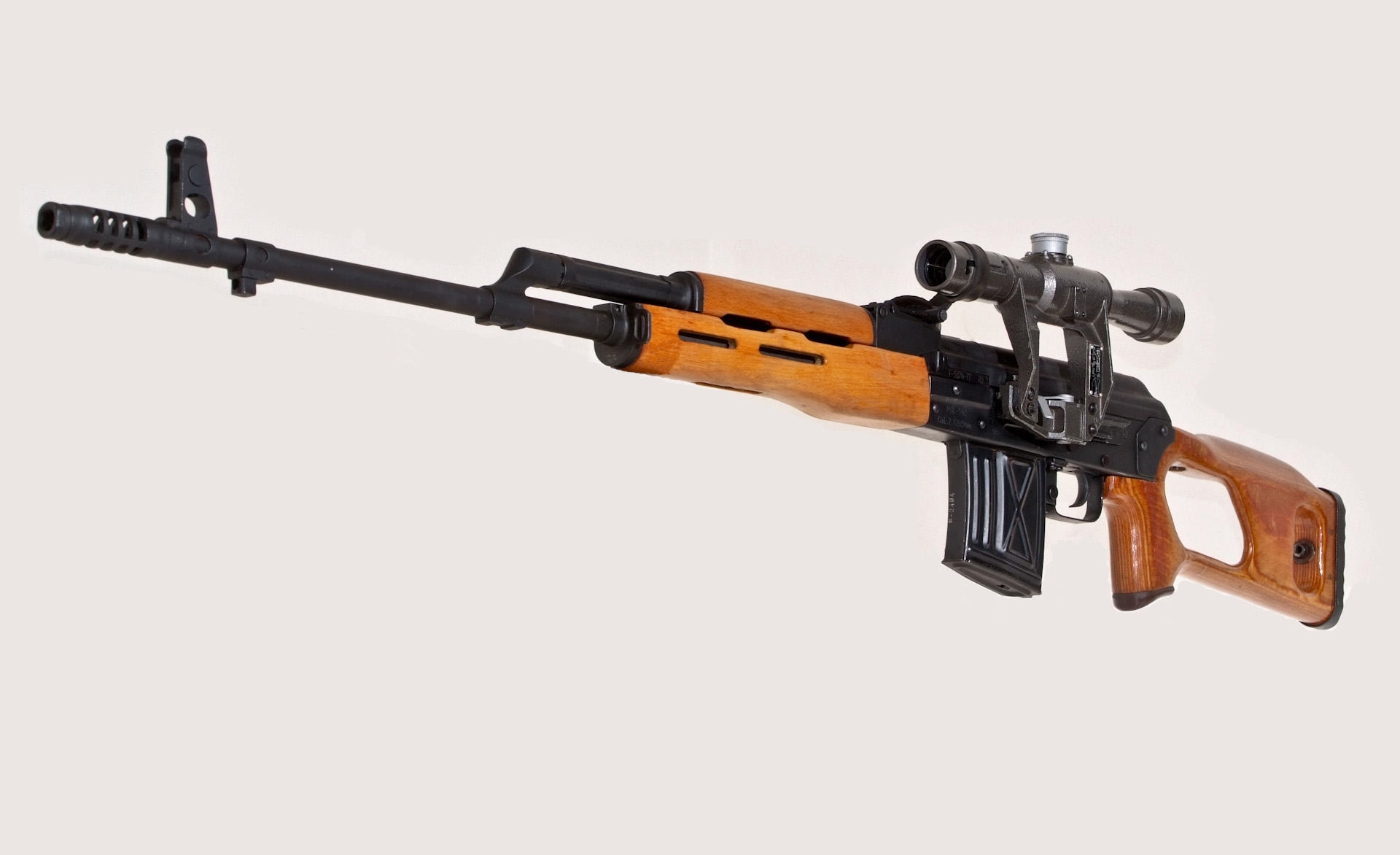
Fusil de précision PSL.

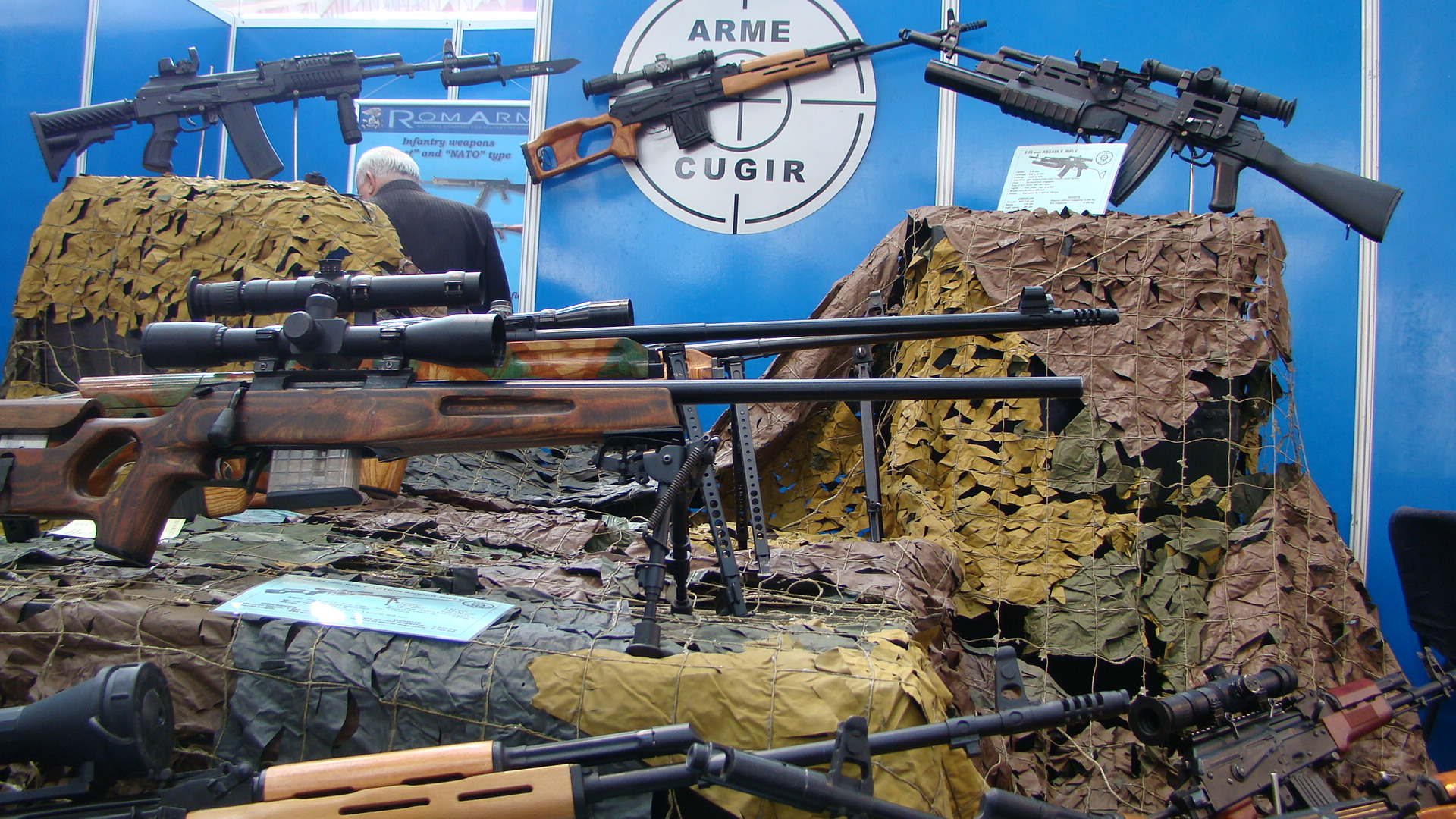
Armes légères fabriquées par l'UM Cugir.

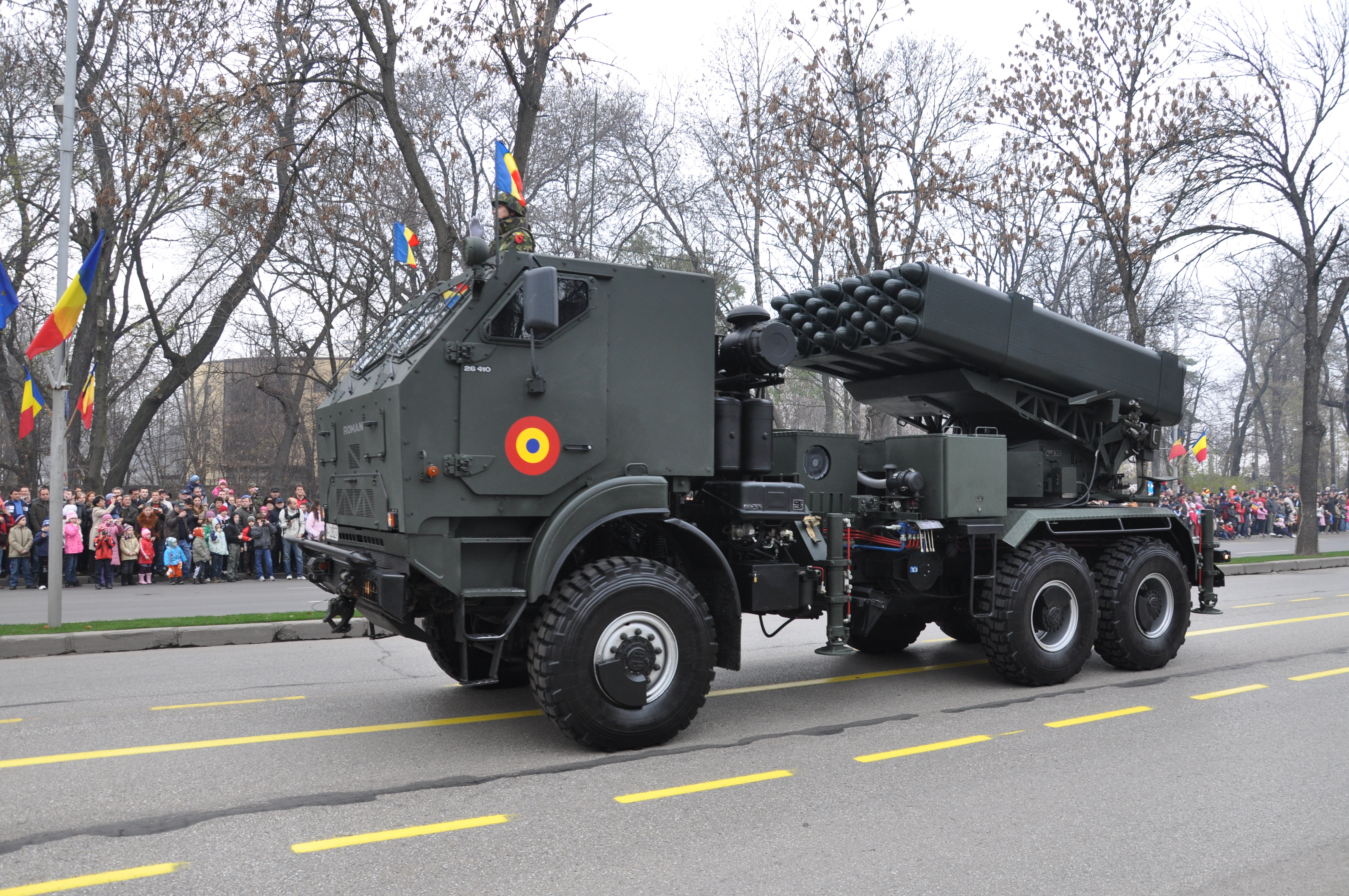
Lance-roquettes multiples LAROM.

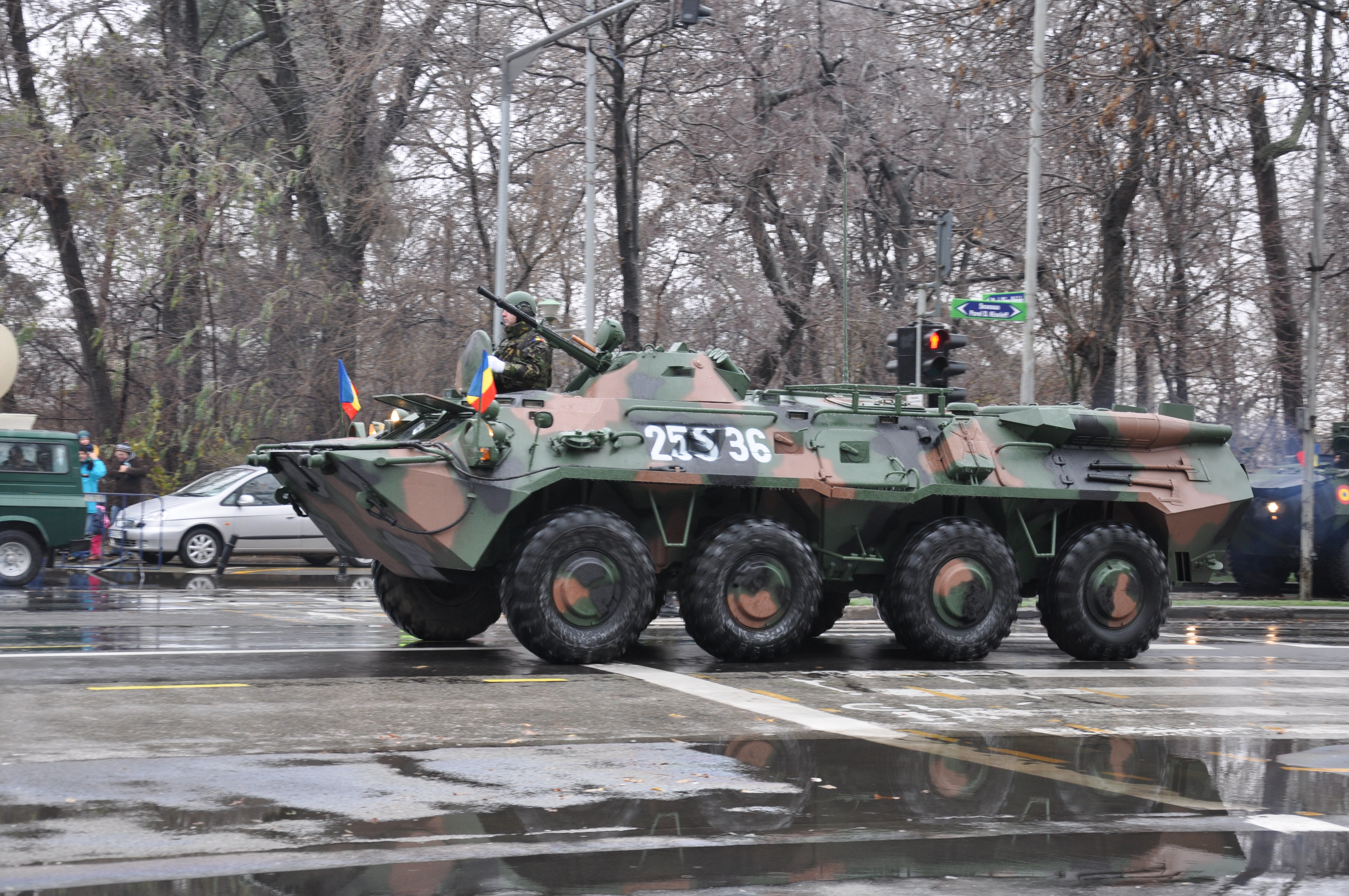
B-33 Zimbru APC (BTR-80 construit sous licence).

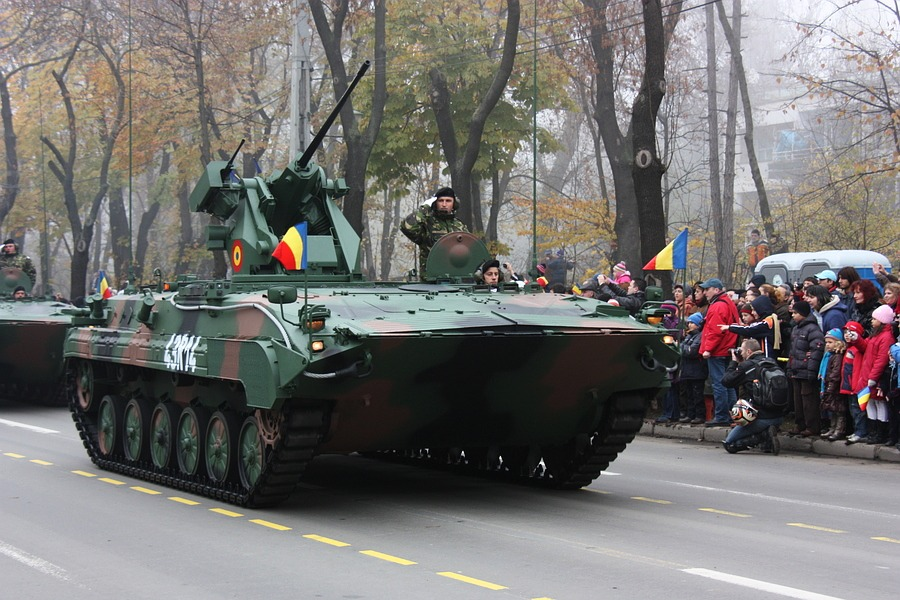
Véhicule de combat d'infanterie MLI-84M.

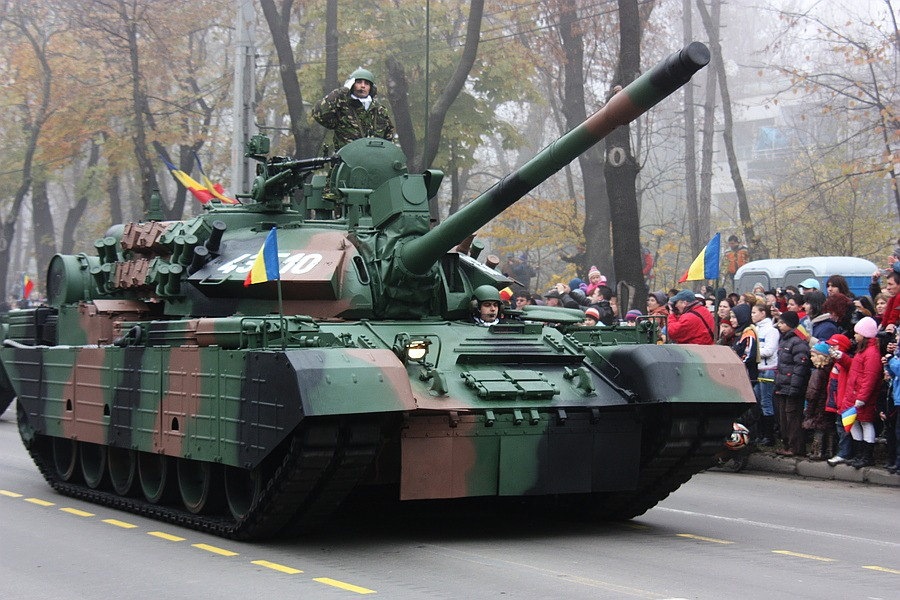
Char TR-85M1 Bison.

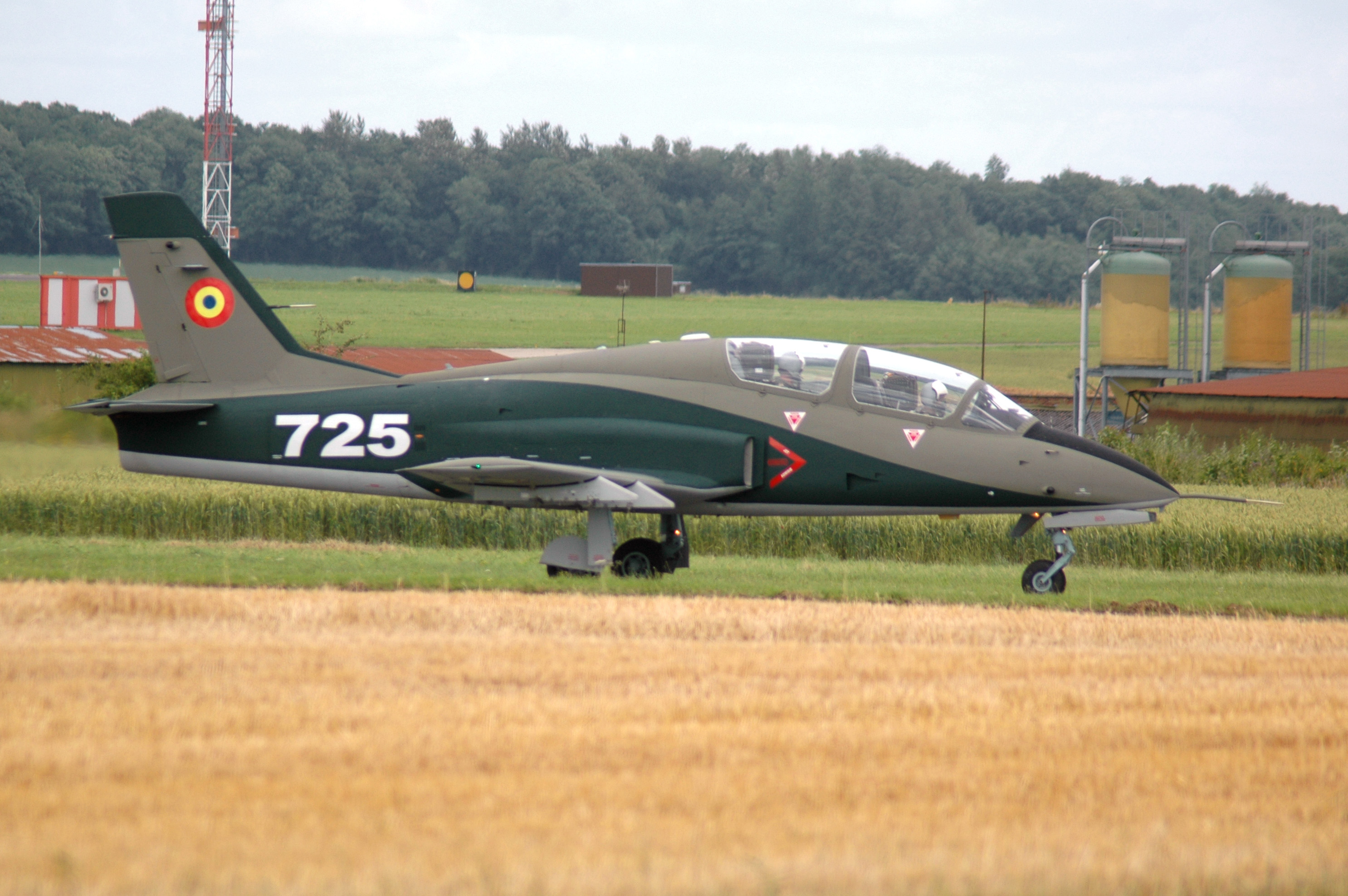
IAR-99 Șoim avion d'entraînement à réaction et avion d'attaque léger.

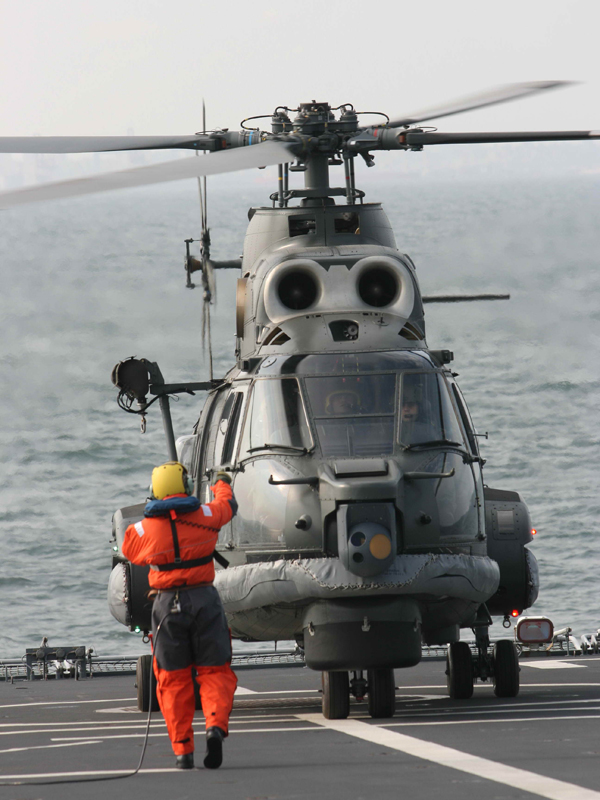
IAR 330 Puma Naval.

Avant 1989, la Roumanie figurait parmi les dix premiers exportateurs d’armes au monde, mais son industrie de l’armement a considérablement décliné au cours des années 1990. Les exportations sont passées d'environ 1 milliard de dollars avant 1989 à environ 43 millions de dollars en 2006 et le nombre d'employés a également chuté de 220 000 en 1990 à 20 000 en 2009. Les ventes aux forces armées roumaines ont chuté après l'adhésion de la Roumanie à l'OTAN en 2004, alors que les usines continuent de produire des armes et des munitions de calibre Pacte de Varsovie, incompatibles avec leurs homologues occidentales.
Depuis 2009, les ventes sont réparties à peu près également entre l'État roumain et les clients étrangers tels que l'Union européenne et les pays arabes comme l'Égypte, l'Algérie et l'Irak. Parmi les autres pays qui ont manifesté leur intérêt pour les équipements roumains figurent l'Afghanistan, Israël, la Suisse, les États-Unis, les Émirats arabes unis, l'Inde, la Géorgie et de nombreux pays africains. Des signes de légère reprise ont été observés, les exportations atteignant 141 millions d'euros en 2009. Cependant, l'industrie de l'armement en Roumanie reste à la traîne par rapport aux pays voisins tels que l'Ukraine, la Bulgarie et la Serbie.
Ces dernières années, le gouvernement roumain a demandé, sans succès, la levée de l'embargo sur les armes imposé par l'Union européenne à la République populaire de Chine[réf. nécessaire].

## Histoire

### Armes produites pendant la Première Guerre mondiale et avant

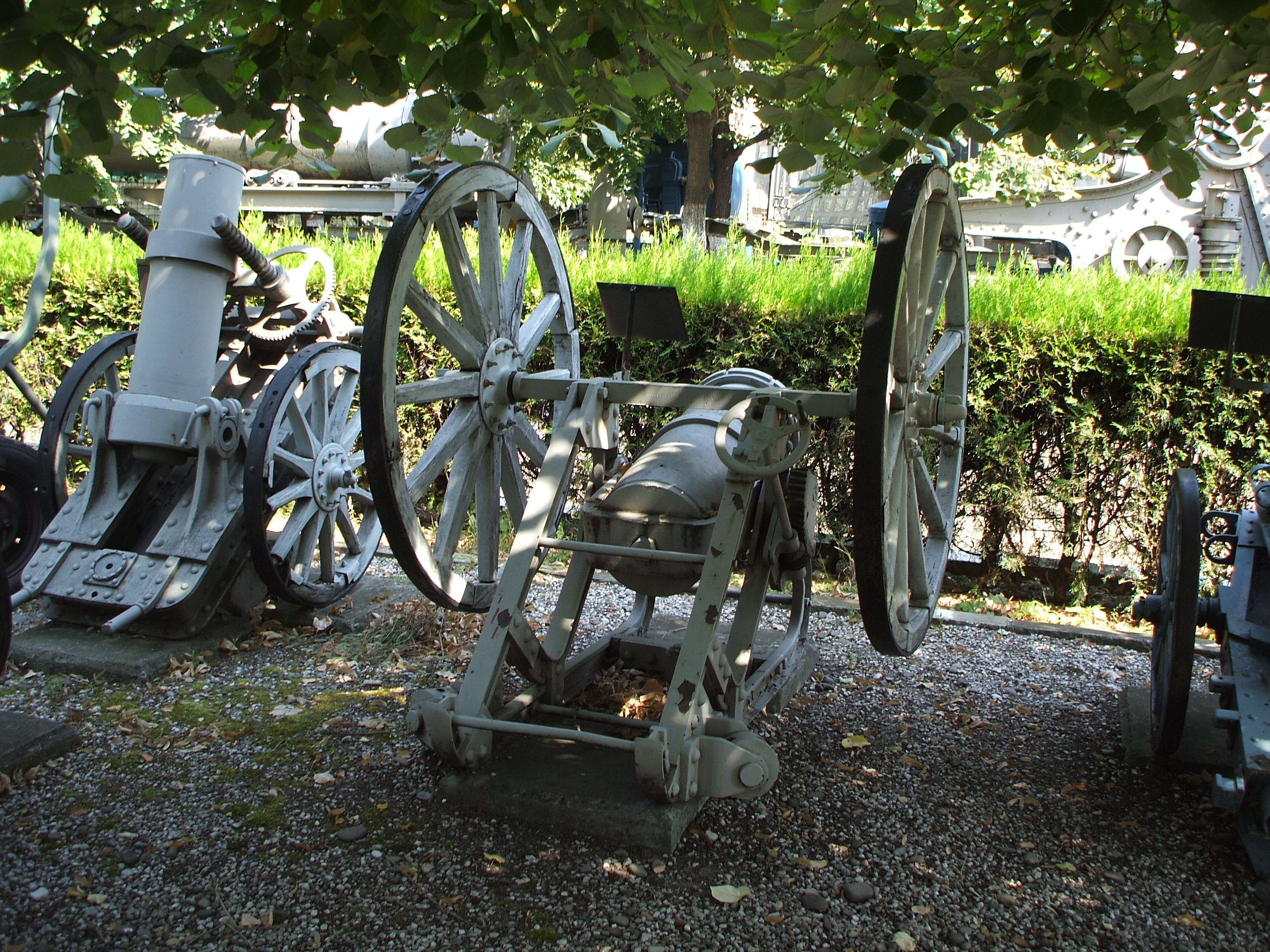
Mortier Negrei 250 mm

#### Artillerie
- Obuzierul Krupp, calibre 105 mm, modèle 1912 (120 construits)
- Mortier lourd Negrei modèle 1916 de 250 mm (numéros inconnus)[8]
- Système de canon antiaérien Burileanu de 57 mm (132 construits)[9]

#### Avion
- Vlaicu I (1 construit)
- Vlaicu II (1 construit)
- Vlaicu III (1 construit)

#### Navires de guerre
- Classe Brătianu (4 assemblés)

### Armes produites pendant la Seconde Guerre mondiale et l'entre-deux-guerres

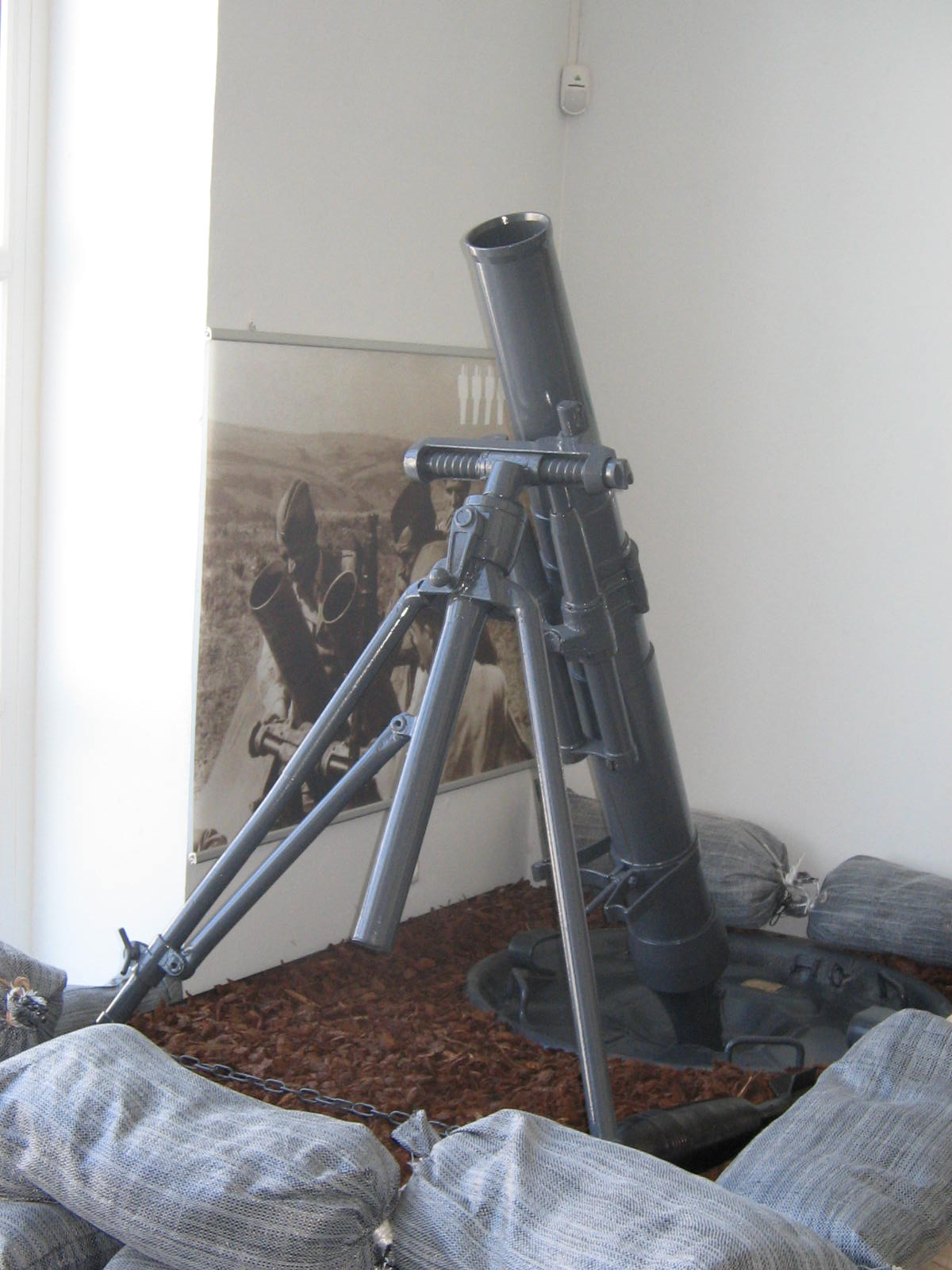
Mortier Reșița de 120 mm

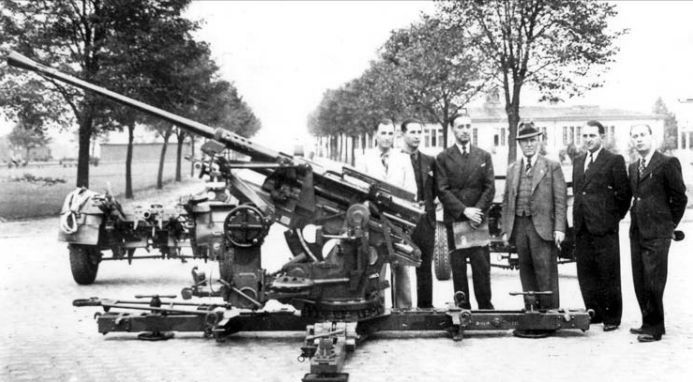
Canon anti-aérien Astra de 37 mm

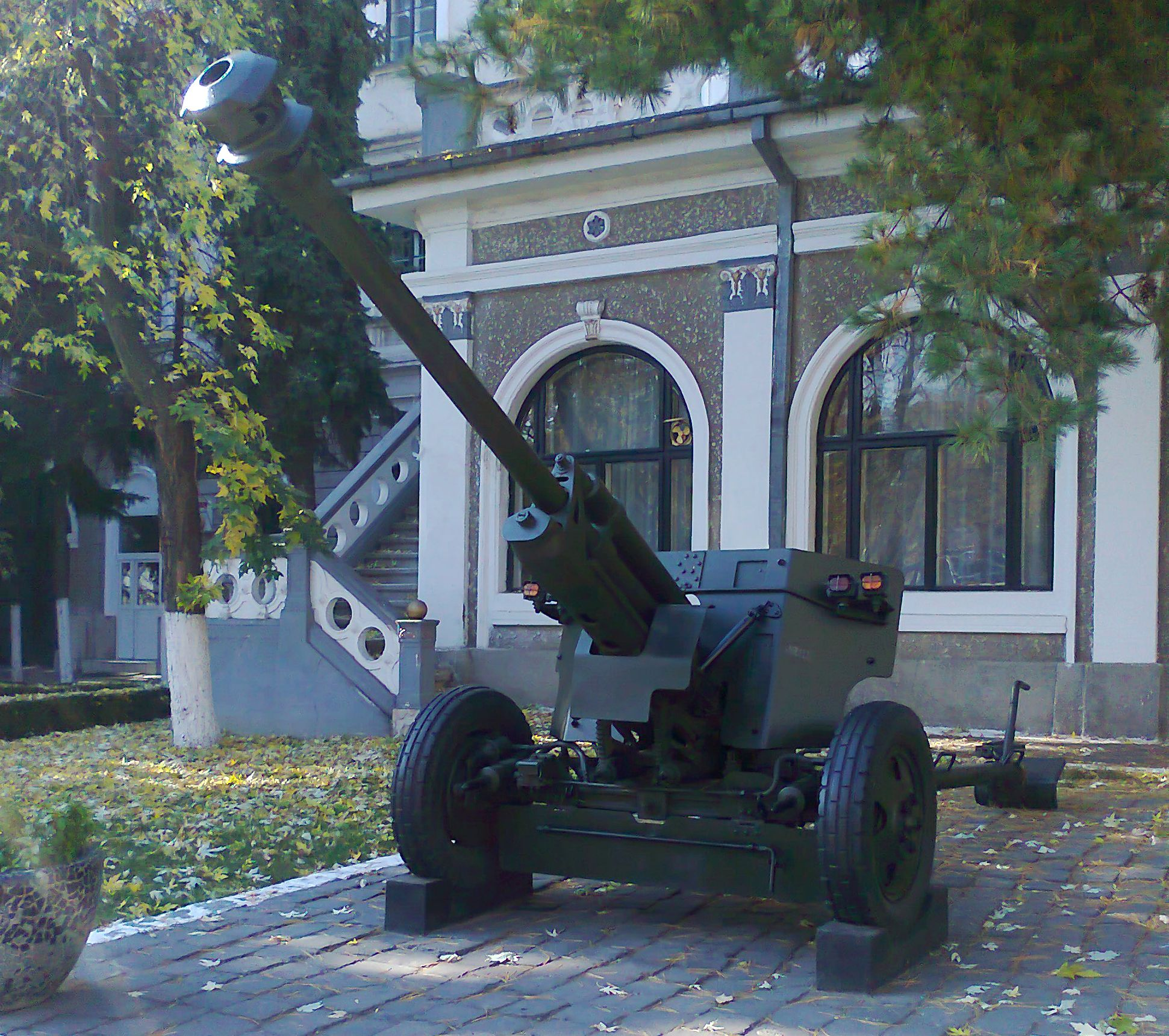
Canon antichar Reșița de 75 mm

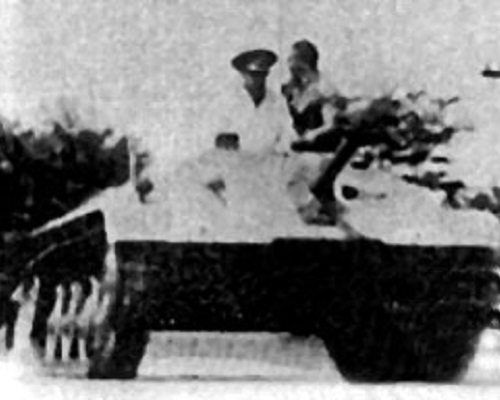
Chasseur de chars Mareșal

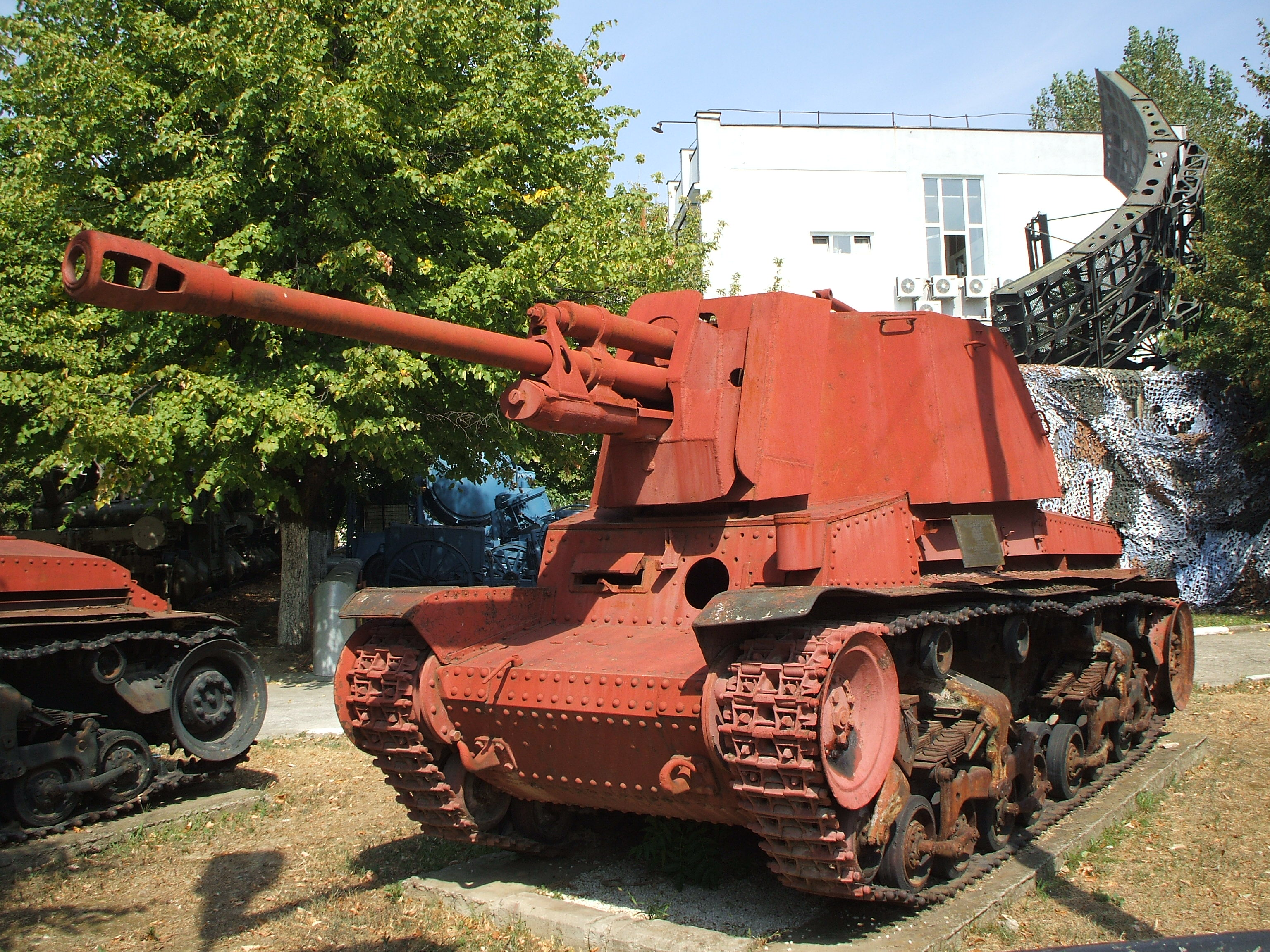
Chasseur de chars TACAM R-2

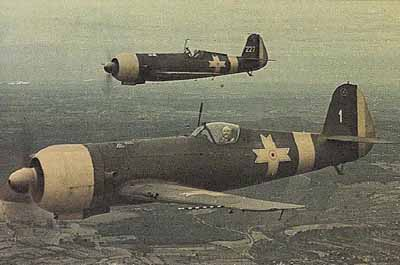
Avion de combat IAR-80

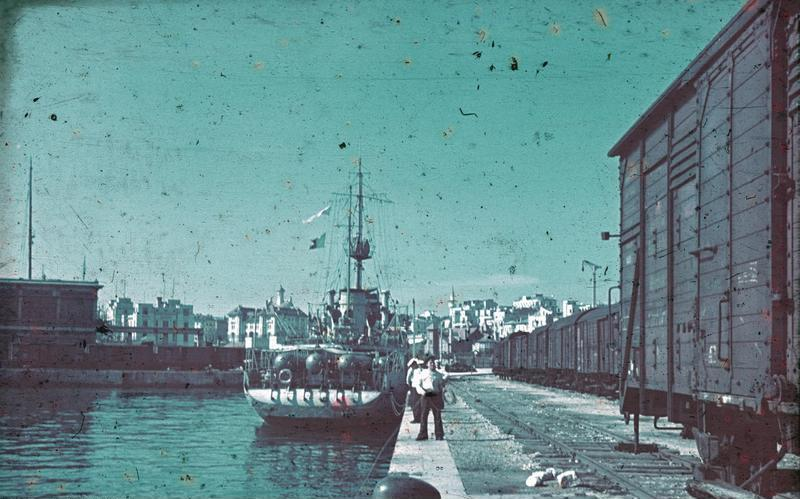
Amiral Murgescu mouilleur de mines/escorte de destroyer

#### Armes non automotrices
| Navire                 | Origine de la conception/licence | Nombre        | Remarques |               |               |
| Mitraillettes          | Mitraillettes                    | Mitraillettes | Mitraillettes | Mitraillettes | Mitraillettes |
| ---------------------- | -------------------------------- | ------------- | --- | ------------- | ------------- |
| Orița M1941            | Roumanie                         | 6000+         | Conception locale, entrée en service opérationnel dans l'armée roumaine en 1943 avec un taux de production de 666 pièces par mois à partir d'octobre 1942 (6 000 produites jusqu'en octobre 1943) |               |               |
| Mitrailleuses          |                                  |               | |               |               |
| ZB vz. 30              | Tchécoslovaquie                  | 10 000        | 10 000 licences construites localement à Cugir d'après une conception tchécoslovaque, avec un taux de production de 250 pièces par mois à partir d'octobre 1942 |               |               |
| Mortiers               |                                  |               | |               |               |
| Brandt Mle 1935        | France                           | 1 115+        | Licence acquise auprès de la France pour produire 175 mortiers aux usines Voina de Brașov, mais le nombre spécifié par la licence fut largement dépassé pendant la guerre, avec un taux de production de 26 pièces par mois en octobre 1942, (1 115 de tels mortiers ont été construits en Roumanie au milieu de 1943) |               |               |
| Brandt Mle 27/31       | France                           | 456+          | Licence acquise auprès de la France pour produire 410 mortiers aux usines Voina de Brașov, mais le nombre spécifié par la licence fut largement dépassé pendant la guerre, avec un taux de production de 30 pièces par mois en octobre 1942, (456 de tels mortiers ont été construits en Roumanie au milieu de 1943)   |               |               |
| M1938                  | Union soviétique                 | 500+          | Modèle soviétique capturé et rétro-ingénierie, produit aux usines Reșița avec un taux de production de 80 pièces par mois à partir d'octobre 1942 (au total, plus de 500 de ces mortiers ont été construits) |               |               |
| Canons anti-aériens    |                                  |               | |               |               |
| Flacon de 3,7 cm       | Allemagne                        | 360           | 360 produits sous licence allemande aux usines Astra à partir de 1938, avec 102 livrés en mai 1941 et un taux de production de 6 pièces par mois à partir d'octobre 1942 |               |               |
| Vickers de 75 mm       | Royaume-Uni                      | 200           | 100 construits sous licence britannique par Reșița Works à partir de 1936, avec 100 livrés au milieu de 1941, puis un deuxième lot de 100 démarré en juillet 1941 hors licence, le rythme de production étant de 5 pièces par mois à partir d'octobre 1942                                                             |               |               |
| Canons antichar        |                                  |               | |               |               |
| 47 mm Schneider        | France                           | 140+          | Licence acquise auprès de la France pour produire 140 canons aux usines Concordia à Ploiești, mais le nombre spécifié par la licence fut largement dépassé pendant la guerre, avec un taux de production de 14 pièces par mois en octobre 1942,                                                                        |               |               |
| 75 mm Reșița           | Roumanie                         | 375           | Conception native combinant les caractéristiques de plusieurs modèles étrangers, un total de 210 pièces ont été produites aux usines Reșița, 120 aux usines Astra à Brașov et 42 aux usines Concordia à Ploiești en plus de trois prototypes                                                                           |               |               |
| Artillerie de campagne |                                  |               | |               |               |
| Skoda 100 mm           | Tchécoslovaquie                  | -             | Les usines Astra en Roumanie fabriquaient des canons pour ces pièces |               |               |
| Skoda de 150 mm        | Tchécoslovaquie                  | -             | Les usines Astra en Roumanie fabriquaient des canons pour ces pièces |               |               |

#### Production mensuelle d'armement roumaine (octobre 1942)[10]
| Modèle                      | Nombre |
| --------------------------- | ------ |
| Mitraillette Orița M1941    | 666    |
| ZB vz. 30 mitrailleuses     | 250    |
| Brandt 60 mortier mm        | 26     |
| Brandt 81 mortier mm        | 30     |
| M1938 120 mortier mm        | 80     |
| Rheinmetall 37 canon AA mm  | 6      |
| Vickers 75 canon AA mm      | 5      |
| Schneider 47 canon AT de mm | 14     |

#### Avion
- Chasseur IAR 14 (20 construits)
- Chasseur IAR 80 (448 construits)
- Bombardier de reconnaissance et léger IAR 37 (380 construits)
- Morane-Saulnier MS 35 (30 construits)[20]
- Potez 25 (250 construits)[20]
- Flotte 10G (220 construits)[20]
- PZL P.11 (95 construits)[21]
- PZL P.24 (25 construits)[22]

#### Navires de guerre
- Escorte de destroyers poseurs de mines Amiral-Murgescu
- Sous-marin Rechinul
- Sous-marin Marsuinul
- Classe M1935 (4 construits)
- NMS Vedenia (6 construits)[23]
- Schnellboot (plus de 10 réassemblés pour la Kriegsmarine)
- Sous-marins de type IIB (6 réassemblés pour la Kriegsmarine)

## Fabricants
- Aérostar
- Avioane Craiova
- Chantier naval de Galați
- Industria Aeronautică Română
- Romaéro
- ROMARM
  - Arsenal Reșița (ro)
  - Bucharest Mechanical Factory (ro)
  - Carfil (ro)
  - Uzinele Mecanice Cugir
  - UPS Dragomirești (ro)
  - Electromecanica (ro)
  - Fagaraș Powders Factory (ro)
  - Metrom (ro)
  - Mija Mechanical Plant
  - Uzina Automecanica Moreni (ro)
  - Pirochim Victoria (ro)
  - Plopeni Mechanical Plant (ro)
  - Sadu Mechanical Plant (ro)
  - Tohan Mechanical Plant (ro)

## Armes et équipements

### Petites armes
- PA md.86 - fusil d'assaut et carabine
- MP md. 63/65/90 - fusil d'assaut et carabine
- Pistolet modèle 2000 - pistolet
- RATMIL SMG - mitrailleuse
- Mitralieră md. 93 - mitrailleuse de 5,45 × 39 mm
- MP md. 64 - mitrailleuse légère de 7,62 × 39 mm
- PSL - fusil de précision
- Dracula md. 98 - pistolet-mitrailleur 98
- Mitraliera md. 66 - mitrailleuse 7,62 × 54 mmR
- PKT - mitrailleuse de char 7,62 × 54 mmR
- DShK - mitrailleuse lourde 12,7x108mm
- ZPU - mitrailleuse lourde 14,5x114mm x1 x2 x4
- Grenade propulsée par fusée AG-7
- Grenade propulsée par fusée AG-9
- Système de missile sol-air CA-94

### AFV
- Char de combat principal TR-77-580
- Char de combat principal TR-85/TR-85 M1
- Char de combat principal TR-125
- Véhicule de combat d'infanterie MLI-84/MLI-84M
- Transport de troupes blindé à chenilles MLVM
- Transport de troupes blindé TAB-71
- Transport de troupes blindé TAB-77
- Véhicule blindé de transport de troupes ABC-79M
- Véhicule blindé de transport de troupes B33 Zimbru
- Véhicule blindé de transport de troupes Saur 1
- Transport de troupes blindé Saur-2
- Véhicule blindé 4x4 ARO-244 ABI
- Système de missile anti-aérien mobile CA-95

### Artillerie
- M-1980/1988 - canon anti-aérien remorqué de 30 mm x 3
- M-1988 - mortier d'infanterie de 60 mm
- M-1977 - mortier d'infanterie de 81/82 mm
- M-1982 - mortier d'infanterie de 120 mm
- M-1982 - canon de montagne76 mm M48
- M-1993 98 - obusier de montagne de 98 mm
- M-1977 - canon antichar 2A19/T-1 de 100 mm
- M-1982 - canon remorqué de 130 mm M1954 (M-46)
- M-1981 - canon-obusier remorqué de 152 mm M1955 (D-20)
- M-1985 - obusier de 152 mm 2A65
- M-1989 - obusier automoteur de 122 mm 2S1
- LAROM MLRS 122 mm x 20 roquettes x 2 / 160 mm x 13 roquettes x 2
- Système d'obusier automoteur ATROM de 155 mm

### Avion
- RAI 316
- RAI 330
- RAI 99
- IAR-93

## Sources et références
1. ↑  « INVESTITII: In transeele industriei de armament »
2. ↑  « Firmele româneşti de armament vor ca România să urgenteze semnarea Co… » [archive du 7 septembre 2012].
3. ↑  « Industria de armament a vândut, în 2009, produse militare de 100 de milioane euro, spun producătorii - Cotidianul » [archive du 13 novembre 2009] (consulté le 30 novembre 2009).
4. ↑  « Industria de armament nu se preda » [archive du 16 juillet 2012].
5. ↑  (en) Anya Tsukanova, « Pirates shine spotlight on Ukraine arms-trafficking », The Manila Times,‎ 7 octobre 2008 (lire en ligne [archive du 11 décembre 2008], consulté le 30 décembre 2008).
6. ↑  « Bulgaria's Arms Export Totals US$250 Million Annually » [archive du 18 août 2009] (consulté le 30 novembre 2009).
7. ↑  « Archived copy » [archive du 22 novembre 2009] (consulté le 30 novembre 2009).
8. ↑  Adrian Storea, Gheorghe Băjenaru, Artileria română în date și imagini
(Romanian artillery in data and pictures), p. 54 (in Romanian)
9. ↑  Adrian Storea, Gheorghe Băjenaru, Artileria română în date și imagini (Romanian artillery in data and pictures), p. 63 (in Romanian)
10. 1 2 3 4  Mark Axworthy, London: Arms and Armour, 1995, Third Axis, Fourth Ally: Romanian Armed Forces in the European War, 1941–1945, p. 75
11. ↑  Mark Axworthy, London: Arms and Armour, 1995, Third Axis, Fourth Ally: Romanian Armed Forces in the European War, 1941–1945, p. 149
12. ↑  John Walter, Greenhill Books, 2004, Guns of the Third Reich, p. 86
13. 1 2 3  Mark Axworthy, London: Arms and Armour, 1995, Third Axis, Fourth Ally: Romanian Armed Forces in the European War, 1941–1945, pp. 29-30 and 75
14. 1 2 3  Great Britain. Foreign Office, Ministry of Economic Warfare, 1944, Rumania Basic Handbook, p. 27
15. 1 2  Mark Axworthy, London: Arms and Armour, 1995, Third Axis, Fourth Ally: Romanian Armed Forces in the European War, 1941–1945, pp. 147, 76 and 29
16. ↑  Mark Axworthy, London: Arms and Armour, 1995, Third Axis, Fourth Ally: Romanian Armed Forces in the European War, 1941–1945, photo album between pages 96 and 97 (page 12 of the album)
17. 1 2  Mark Axworthy, London: Arms and Armour, 1995, Third Axis, Fourth Ally: Romanian Armed Forces in the European War, 1941–1945, pp. 30 and 75
18. ↑  Mark Axworthy, London: Arms and Armour, 1995, Third Axis, Fourth Ally: Romanian Armed Forces in the European War, 1941–1945, pp. 149 and 235-237
19. 1 2  Mark Axworthy, London: Arms and Armour, 1995, Third Axis, Fourth Ally: Romanian Armed Forces in the European War, 1941–1945, p. 29
20. 1 2 3  Francesco Sorge, Giuseppe Genchi, Springer, 2015, Essays on the History of Mechanical Engineering, p. 144
21. ↑  Morgała, Andrzej (1997), Samoloty wojskowe w Polsce 1918-1924 [Military aircraft in Poland 1918-1924] (in Polish), Warsaw: Lampart, pp. 63 and 69
22. ↑  Bernád, Dénes, Rumanian Air Force: The Prime Decade 1938-1947, Carrollton, TX: Squadron/Signal Publications Inc, 1999, p. 45
23. ↑  Spencer C. Tucker, World War II at Sea: An Encyclopedia: An Encyclopedia, p. 633